# Ameribaatar
Ameribaatar is een geslacht van uitgestorven zoogdieren uit het Laat-Krijt. Het was een lid van de orde Multituberculata. Het leefde in Noord-Amerika tijdens het Mesozoïcum, ook wel bekend als het tijdperk van de dinosauriërs. Of het tot de Plagiaulacida, Cimolodonta of geen van beide behoort, is onduidelijk. Het geslacht Ameribaatar ('Amerikaanse held') werd in 2001 benoemd door Jeffrey Eaton en Richard Cifelli.
De typesoort is Ameribaatar zofiae. De fossiele overblijfselen werden ontdekt in lagen die dateren op de grens tussen Albien en Cenomanien (ook de grens van het Vroeg-Laat-Krijt) in de Cedar Mountainformatie in Utah. De soortaanduiding eert Zofia Kielan-Jaworowska.
Het holotype is OMNH 33984, een tweede kies.